# 新村駅 (韓国鉄道公社)
新村駅（シンチョンえき）は、大韓民国ソウル特別市西大門区新村洞に位置する韓国鉄道公社（KORAIL）の駅である。
乗り入れている路線は、線路名称上は京義線であるが、当駅には近郊電車の京義・中央線電車のみが停車する。駅番号はP314。

## 概要
龍山線の全区間開通後は、新村駅経由（ソウル - 加佐間）の運行がなくなる予定だったが、新村駅とソウル駅の需要を考慮して、約1時間に1本の間隔で列車を運行することとなった。
ソウル交通公社2号線の新村駅（乗換駅ではない）と区別するため、「新村汽車駅(朝: 신촌기차역)」と呼ばれることがあり、路線バスの停留所名も「新村汽車駅」である。この呼び方は京義線が非電化だった時代の名残である（韓国では現在もKORAILの路線を「汽車」と呼ぶのが一般的）。

## 駅構造
島式ホーム1面2線の地上駅で、橋上駅舎を持つ。ホームはソウル側のみが供用されており、西側の未使用部分（電鉄・一般列車用）は柵で閉鎖されている。
出入口は1番（駅南側）と2番（駅北側）の2ヶ所ある。

### のりば
| 1 | ●京義・中央線 | デジタルメディアシティ・一山・金村・文山方面 |
| 2 | ●京義・中央線 | ソウル行き                                   |

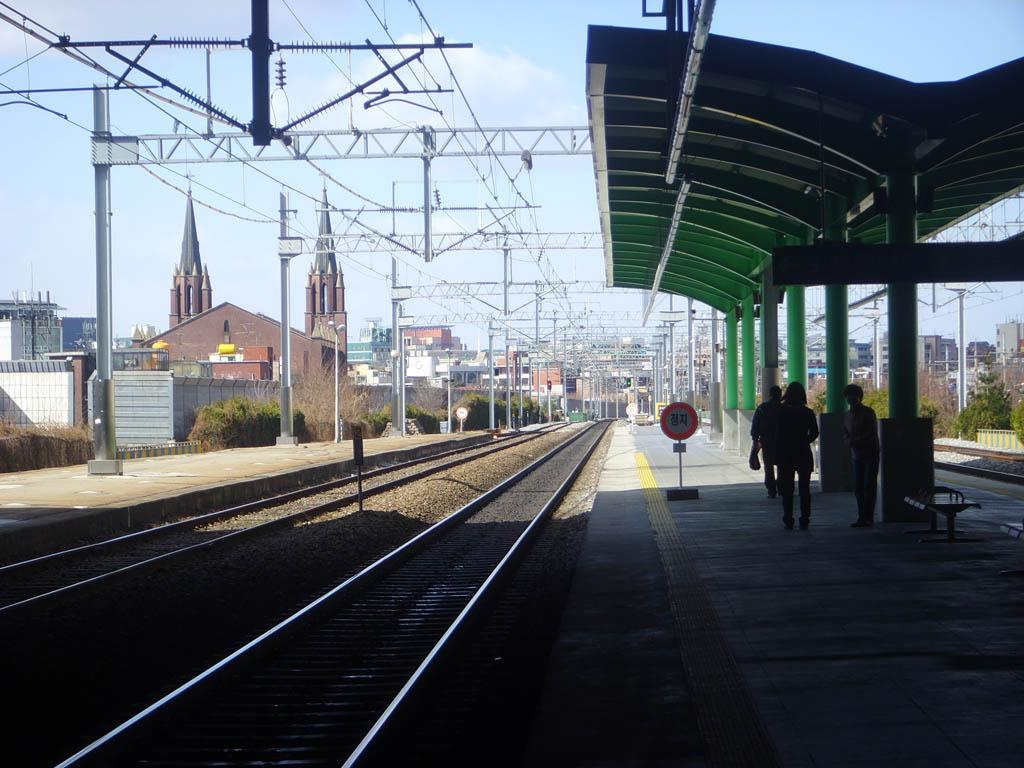
プラットホーム

## 利用状況
近年の一日平均利用人員推移は下記のとおり。なお、2009年は開業日の7月1日から12月31日までの184日間の平均である。
| 路線          | 路線     | 2009年 | 2010年 | 2011年 | 2012年 | 2013年 | 2014年 | 2015年 | 2016年 | 2017年 | 2018年 | 出典  |
| ------------- | -------- | ------ | ------ | ------ | ------ | ------ | ------ | ------ | ------ | ------ | ------ | ----- |
| ●京義・中央線 | 乗車人員 | 936    | 1,032  | 1,118  | 1,133  | 956    | 1,069  | 844    | 847    | 803    | 833    | [ 4 ] |
| ●京義・中央線 | 降車人員 | 1,057  | 1,198  | 1,324  | 1,356  | 1,240  | 1,434  | 1,058  | 1,107  | 1,057  | 1,061  | [ 4 ] |
| ●京義・中央線 | 乗降人員 | 1,993  | 2,230  | 2,442  | 2,489  | 2,196  | 2,503  | 1,902  | 1,954  | 1,860  | 1,894  | [ 4 ] |
| 路線          | 路線     | 2019年 | 出典   |        |        |        |        |        |        |        |        |       |
| ●京義・中央線 | 乗車人員 | 931    | [ 4 ]  |        |        |        |        |        |        |        |        |       |
| ●京義・中央線 | 降車人員 | 1,187  | [ 4 ]  |        |        |        |        |        |        |        |        |       |
| ●京義・中央線 | 乗降人員 | 2,118  | [ 4 ]  |        |        |        |        |        |        |        |        |       |

## 駅周辺
現在、新村駅は周辺の再開発とともに、民間事業者が運営する民資駅舎として新たな駅ビルが建設され、ショッピングビル「ミリオレ」などが入居する近代的な駅ビルになっている。また、以前は京義線によって南北の往来が寸断されていた新村駅周辺も、駅ビル完成とともに駅ビル内の自由通路を通じて容易に延世大学側に抜けられるようになった。
なお駅ビルは、経営不振により映画館（メガボックス）を除き10年近く空き店舗になっており「幽霊建物」状態となっていたが、中堅財閥のSMグループが買収し、2024年よりオフィスビルに用途変更し、系列会社の本社として使われている。
- ソウル交通公社2号線新村駅 - 当駅から南西方向に約700メートルほど離れている。接続駅ではない。
- ソウル交通公社2号線梨大駅 - 当駅から約500メートルほど離れている。
- 延世大学校
- 梨花女子大学校
- 新村名物通り
- 新村ミリオレ（閉店）→トップシティ免税店（閉店）
  - メガボックス（朝鮮語版）
- 現代百貨店新村店
- ミスターピザ（朝鮮語版）
- アウトバック・ステーキハウス新村店
- ピザハット新村店
- さぼてん新村店
- 新村セブランス病院
- 新村洞住民センター

## 歴史
- 1921年7月11日 - 京義線の水色駅-ソウル駅(南大門駅)間に普通駅として開業。[7]
- 1967年7月1日 - 貨物取扱停止。[8]
- 1968年9月11日 - 貨物取扱を再開。[9]
- 1975年8月15日 - 新村連結線が廃線。
- 2004年12月31日 - 駅舎（現在の旧駅舎）が登録文化財第136号に登録される。
- 2005年9月30日 - 貨物取扱停止。
- 2006年7月12日 - 新駅舍竣工。
- 2009年7月1日 - 京義電鉄線運行開始（運行間隔は1時間毎）。
- 2012年12月15日 - 急行停車駅から除外。
- 2013年3月4日 - 再び急行停車駅になる。

### 新村駅旧駅舎

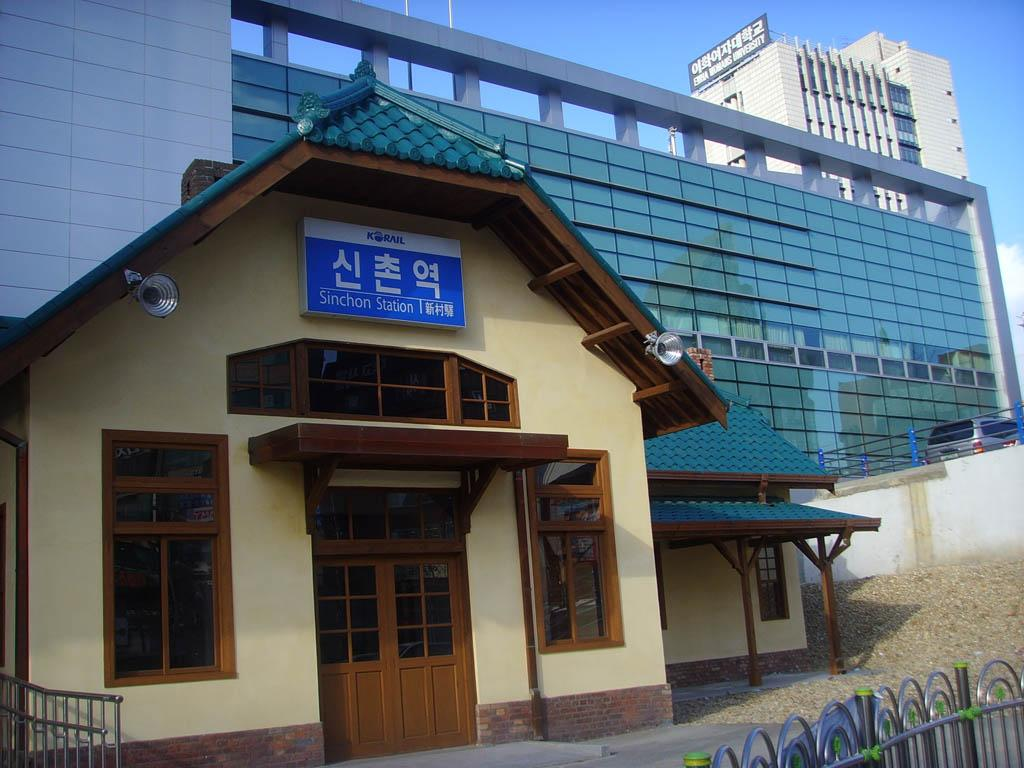
旧駅舎

現在役割を終えて保存されている旧駅舎は、1920年代に建設されたものである。新しい駅舎を建設する際、ソウル市は当初日本統治時代の建築物に価値はないとして保存しないつもりだった。
だが、この駅舎はソウル市内に現存する最古の駅舎であり、保存を求める地元住民の反対を受け、2004年に登録文化財第136号となった。その際復元工事が行われ、後に青色に塗装されていた外壁はほぼ新築当時の外壁の色に復元され、ガラスドアに交換されていた出入口も復元工事が行われ、韓国時代に乗客増により増築された部分は撤去された。さらに、新駅の建物にかかることを避けるために、後方の部分が移築され、正面から見て右側に張り出すように改築されたため、建物の印象が大きく変わった。そのため、長らく親しまれた青い駅舎など、以前の姿を知る人々の中には、風情が無くなったとする意見もある。
2012年6月、旧駅舎を利用した観光案内所がオープンした。

## 隣の駅
韓国鉄道公社
●京義・中央線
京義急行・京義緩行（京義急行はデジタルメディアシティ駅〜ソウル駅間は各駅に停車）
加佐駅 K315 - 新村駅 P314 - ソウル駅 P313

### 過去に存在した鉄道路線
大韓民国鉄道庁
新村連結線（廃線）
西江駅 - 新村駅